# 1614 год в науке
В 1614 году произошли различные научные и технологические события, некоторые из которых представлены ниже.

## Публикации
- Шотландский математик-любитель Джон Непер опубликовал первые в мире логарифмические таблицы под названием «Описание удивительной таблицы логарифмов» (лат. Mirifici Logarithmorum Canonis Descriptio). Их использование и развитие позволило в огромной мере упростить и ускорить численные расчёты[1][2].
- Итальянский врач Санторио, изобретатель ртутного термометра, опубликовал свой главный труд «De statica medicina», выдержавший пять переизданий[3].

## Родились
См. также: Категория:Родившиеся в 1614 году
- 14 февраля — Джон Уилкинс, английский натурфилософ, один из основателей Лондонского королевского общества, пропагандист универсального языка и десятичной системы мер (умер в 1672 году)[4].

## Скончались
См. также: Категория:Умершие в 1614 году
- 28 июля — Феликс Платер, швейцарский врач, пионер патологической анатомии и эпидемиологии, один из основоположников судебной медицины (род. в 1536 году)[5].
- (?) — Педро Фернандес Кирос, испанский мореплаватель португальского происхождения, последний из великих испанских моряков-открывателей (род. в 1565 году).